# Хамидов, Абдуджалил Мадаминович
Абдуджали́л Мадами́нович Хами́дов (25 июля 1945, село Исписар, Худжандский район, Ленинабадская область, Таджикская ССР, СССР — 25 мая 2010, Душанбе, Таджикистан) — таджикский государственный деятель, председатель Ленинабадского областного исполнительного комитета (1992—1993), председатель хукумата (1995—1996).

## Биография
Член КПСС с 1968 г.
В 1974 г. окончил факультет агрономии Таджикского сельскохозяйственного института.
В 1978—1988 гг. — директор овощеводческого совхоза «Сырдарья» Худжандского района.
В 1988—1992 гг. — генеральный директор Кайраккумского производственно-аграрного объединения имени Темур-Малика.
В 1992—1993 гг. — председатель Ленинабадского облисполкома.
В 1994—1995 гг. — директор мелькомбината в Ленинабадской области.
В 1995—1996 гг. — председатель хукумата Ленинабадской области.
Поддерживал «мятеж» полковника Худойбердыева, снят с должности после его ликвидации.
В 1999—2000 гг. — президент компании «Темурмалик».
В 2000 г. переехал на постоянное жительство в Узбекистан. В декабре 2000 г. задержан сотрудниками правоохранительных структур Таджикистана. Был осужден по обвинению в покушении на жизнь государственных деятелей, в частности, мэра Душанбе Махмадсаида Убайдуллаева и бывшего министра по чрезвычайным ситуациям Мирзо Зияева.
В июне 2002 г. Верховным судом Таджикистана был приговорен к 18 годам лишения свободы с конфискацией имущества.
Скончался в тюрьме г. Душанбе.